# Samsung Galaxy (киберспортивная организация)
Samsung Galaxy — профессиональная киберспортивная организация южнокорейской корпорации Samsung Electronics. До сентября 2013 года она была известна как Samsung KHAN. Наибольших успехов достигла в League of Legends: составы организации одерживали победу на Чемпионатах мира по League of Legends 2014 и 2017 годов. В конце 2017 года состав и слот в LCK был выкуплен KSV eSports, а организация закрыта.

## League of Legends

### История

#### 2013
В сентябре 2013 года Samsung объявила, что они приобретают команду чемпионов OLYMPUS Champions Spring 2013 MVP Ozone, также был приоритетен состав MVP Blue, команды получили названия «Samsung Ozone» и «Samsung Blue» соответственно. Samsung Ozone была квалифицирована на Чемпионат мира по League of Legends (3-й сезон) по очкам в южнокорейском рейтинге. На самом чемпионате команда выступила неудачно: третье место в группе B без выхода в плей-офф стадию. Далее последовало участие на Champions 2014 Winter, где Ozone в финале уступает SK Telecom T1 со счётом 0:3, второй состав организации занимает 5—8 место.

#### 2014
Между зимним и весенним сезоном составы обмениваются мидлейнерами: Хио «PawN» Вон-Сок присоединился к Ozone из Samsung Blue, а Бэ «dade» Эо-Джин перешел из Ozone в Blue. Перестановки оказываются удачными: оба состава дважды выходят в полуфинал регионального чемпионата (весеннего и летнего сезона), где в полуфиналах Samsung Blue оба раза обыгрывала Ozone, и оба раза Ozone выигрывала матч за третье место.
11 июня Samsung Ozone переименовали в Samsung White.
На LCK 2014 Samsung White в матче за второе место одержала победу над SK Telecom T1, отправившись на чемпионат мира. Samsung Blue квалифицировались с первого места.
На Чемпионат мира по League of Legends 2014 Samsung White и Blue отправились в качестве фаворитов: оба состава вышли из групп с первых мест, причем White остались непобежденными — они обыграли EDward Gaming, клуб ahq и Dark Passage со счетом 2:0. В плей-офф стадии Samsung White обыграли Team SoloMid со счетом 3:1 в четвертьфинале, затем Samsung Blue со счетом 3:0 в полуфинале, а в финале выиграли Star Horn Royal Club со счетом 3:1, став чемпионами мира.
После чемпионата мира 2014 года KeSPA объявила о новом формате корейских соревнований, который запрещал организациям выставлять несколько команд, из-за чего организация вынужденно расформировала оба состава.
2 декабря был объявлен предварительный состав на грядущий сезон, состоящий из топлейнера Ли «CuVee» Сон Чжина, лесника «Eve», мидлейнера «BlisS», ботлейнера Ли «Fury» Чжин Ена и саппорта Квона «Wraith» Джи-мина.

#### 2015
2015 год был неудачный для организации: Samsung Galaxy принимала участие на LCK Spring 2015, где заняла последнее место со счётом 2-12, и на LCK Summer 2015, где заняли 7 место со счетом 6-12. Участие на KeSPA Cup 2015 также не увенчалось успехом: состав потерпел поражение в первой же серии и покинул турнир. Провальное выступление по ходу сезона не позволило Samsung Galaxy отобраться на Чемпионат мира по League of Legends 2015.

#### 2016
В весеннем сезоне LCK Samsung Galaxy закончила групповую стадию со счетом 10-8, но в переигровках уступила команде Afreeca Freecs и не прошла в плей-офф стадию турнира. Летний сезон LCK оказался более успешным для Samsung Galaxy: они завершили регулярный сезон на четвёртом месте со счетом 12-6, что позволило им выйти в плей-офф, где в вайлд-карде они одержали победу над Afreeca Freecs, но в следующем раунде уступили KT Rolster со счетом 0:3. Такие результаты позволили квалифицироваться на региональный финал сезона, где они одержали победу над Afreeca Freecs и KT Rolster, что позволило квалифицироваться на Чемпионат мира по League of Legends 2016.
На чемпионате мира Samsung попали в группу D, где они обыграли Royal Never Give Up и Splyce со счетом 2:0, уступив лишь 1 карту команде Team SoloMid. Команда вышла в плей-офф стадии, где в четвертьфинале обыграла Cloud9 со счетом 3:0. С таким же счётом окончился матч полуфинала против европейской H2k-Gaming. Их соперником финале была команда SK Telecom T1. Первоначально встреча шла в пользу T1, но на счёте 0:2 Samsung Galaxy перехватила инициативу, одержав победу в 3 и 4 игре серии. Однако, в финальной игре Samsung уступила T1 на 49-й минуте, заняв второе место.

#### 2017
2017 год Samsung Galaxy начала с выступления на LCK Spring 2017, групповой этап которого закончила на втором месте со счётом 14-4, но в плей-офф стадии турнира они, в первой же игре, уступают команде KT Rolster со счётом 0:3. Летний сезон LCK команда начинает с выхода из группы со счётом 13-5, но в плей-офф они снова терпят неудачу: поражение против SK Telecom T1 со счётом 0:3. Позднее они участвуют на региональном финале сезона, где, не без труда, выходят из плей-офф стадии победителями, одержав победу над Afreeca Freecs и KT Rolster со счётом 3:2 и 3:0 соответственно. Победа на региональном финале позволяет Team Galaxy отобраться на Чемпионат мира по League of Legends 2017.
На Чемпионате мира команда попала в группу C вместе с Royal Never Give Up, G2 Esports и 1907 Fenerbahçe Esports, где они финишировали со счетом 4:2, чем гарантировали себе выход в плей-офф стадию. В четвертьфинале Samsung Galaxy победила фаворитов турнира Longzhu Gaming со счетом 3:0. В полуфинале команда встретилась с Team WE. Серия началась с победы Team WE на первой карте, но Galaxy смогли одержать победу на трёх картах подряд, выйдя в финал чемпионата мира, где им предстояло встретиться с SK Telecom T1. Финал, неожиданно, прошел полностью под диктовку Samsung Galaxy: команда последовательно одержала победу на картах, и, не без борьбы, одержала на победу и на третьей карте, став чемпионами мира 2017.
Однако, несмотря на чемпионский титул, 30 ноября Samsung объявила, что больше они не будут спонсировать киберспортивные команды, и состав был приобретен китайской компанией KSV, образовав KSV eSports.

### Составы

#### Samsung Galaxy
Расформирован 30 ноября 2017 года.
|                       | Ник             | Полное имя      | Роль              | Присоединился   |
| Основной состав       | Основной состав | Основной состав | Основной состав   | Основной состав |
| --------------------- | --------------- | --------------- | ----------------- | --------------- |
| Флаг Республики Корея | CuVee           | Ли Сон Чжин     | Верхняя линия     | 2 декабря 2014  |
| Флаг Республики Корея | Crown           | Ли Мин Хо       | Центральная линия | 19 мая 2015     |
| Флаг Республики Корея | Ambition        | Кан Чан-ен      | Лесник            | 30 ноября 2015  |
| Флаг Республики Корея | Ruler           | Пак Чжэ Хек     | Нижняя линия      | 17 мая 2016     |
| Флаг Республики Корея | CoreJJ          | Чжо Ен-ин       | Поддержка         | 19 мая 2016     |
| Тренеры               |                 |                 |                   |                 |
| Флаг Республики Корея | Edgar           | Чхве Ву-бом     | Главный тренер    | 2 декабря 2014  |
| Флаг Республики Корея | oDin            | Джу Янг-дал     | Тренер            | 8 сентября 2016 |
| Флаг Республики Корея | TrAce           | Йео Чан-дон     | Тренер            | 2 декабря 2016  |

#### Samsung White
Расформирован 28 ноября 2014 года.
|                       | Ник             | Полное имя      | Роль              | Присоединился   |
| Основной состав       | Основной состав | Основной состав | Основной состав   | Основной состав |
| --------------------- | --------------- | --------------- | ----------------- | --------------- |
| Флаг Республики Корея | Looper          | Чан Хен Сок     | Верхняя линия     | 6 сентября 2013 |
| Флаг Республики Корея | PawN            | Хио Вон Сок     | Центральная линия | 11 февраля 2014 |
| Флаг Республики Корея | DanDy           | Чхве Ин-кю      | Лесник            | 6 сентября 2013 |
| Флаг Республики Корея | imp             | Гу Сын Бин      | Нижняя линия      | 6 сентября 2013 |
| Флаг Республики Корея | Mata            | Чо Се Хен       | Поддержка         | 6 сентября 2013 |
| Тренеры               |                 |                 |                   |                 |
| Флаг Республики Корея | Choi            | Choi            | Главный тренер    | 6 сентября 2013 |
| Флаг Республики Корея | DoGGi           | DoGGi           | Тренер            | 6 сентября 2013 |

#### Samsung Blue
Расформирован 17 ноября 2014 года.
|                       | Ник             | Полное имя      | Роль              | Присоединился   |
| Основной состав       | Основной состав | Основной состав | Основной состав   | Основной состав |
| --------------------- | --------------- | --------------- | ----------------- | --------------- |
| Флаг Республики Корея | Acorn           | Чхве Чхон-джу   | Верхняя линия     | 11 февраля 2014 |
| Флаг Республики Корея | dade            | Бэ Эо-Джин      | Центральная линия | 6 сентября 2013 |
| Флаг Республики Корея | Spirit          | Ли Да-Юн        | Лесник            | 4 октября 2013  |
| Флаг Республики Корея | Deft            | Ким Хек-кю      | Нижняя линия      | 6 сентября 2013 |
| Флаг Республики Корея | Heart           | Ли Гван-Хен     | Поддержка         | 4 октября 2013  |
| Тренеры               |                 |                 |                   |                 |
| Флаг Республики Корея | Choi            | Choi            | Главный тренер    | 6 сентября 2013 |
| Флаг Республики Корея | DoGGi           | DoGGi           | Тренер            | 6 сентября 2013 |
| Флаг Республики Корея | BanBazi         | BanBazi         | Тренер            | 6 сентября 2013 |

### Достижения

#### Samsung Galaxy
| Место | Турнир                   | Дата                     | Призовые    |
| 2015  | 2015                     | 2015                     | 2015        |
| ----- | ------------------------ | ------------------------ | ----------- |
| 7     | LCK Summer 2015          | 20 мая — 29 августа      | 8479 $      |
| 2016  |                          |                          |             |
| 6     | LCK Spring 2016          | 13 января — 23 апреля    | 8780 $      |
| 4     | LCK Summer 2016          | 25 мая — 20 августа      | 18 040 $    |
| 2     | World Championship 2016  | 29 сентября — 29 октября | 760 500 $   |
| 1     | IEM Season XI — Gyeonggi | 14 — 18 декабря          | 50 000 $    |
| 2017  |                          |                          |             |
| 3     | LCK Spring 2017          | 17 января — 22 апреля    | 26 871 $    |
| 2     | Rift Rivals Red 2017     | 6 — 9 июля               | 10 000 $    |
| 4     | LCK Summer 2017          | 30 мая — 26 августа      | 17 711 $    |
| 1     | World Championship 2017  | 23 сентября — 4 ноября   | 1 723 731 $ |
| 3—4   | KeSPA Cup 2017           | 20 ноября — 2 декабря    | 9138 $      |

#### Samsung White
| Место | Турнир                     | Дата                            | Призовые    |
| 2013  | 2013                       | 2013                            | 2013        |
| ----- | -------------------------- | ------------------------------- | ----------- |
| 2     | Champions 2014 Winter      | 15 ноября 2013 — 25 января 2014 | 72 000 $    |
| 2014  |                            |                                 |             |
| 3     | Champions Spring 2014      | 12 марта — 24 мая               | 23 280 $    |
| 3     | Champions Summer 2014      | 18 июня — 16 августа            | 23 456 $    |
| 2     | Korea Regional Finals 2014 | 27 — 30 августа                 | —           |
| 1     | World Championship 2014    | 18 сентября — 19 ноября         | 1 000 000 $ |

#### Samsung Blue
| Место | Турнир                  | Дата                            | Призовые  |
| 2013  | 2013                    | 2013                            | 2013      |
| ----- | ----------------------- | ------------------------------- | --------- |
| 5—8   | Champions 2014 Winter   | 15 ноября 2013 — 25 января 2014 | 9255 $    |
| 2014  |                         |                                 |           |
| 1     | Champions Spring 2014   | 12 марта — 24 мая               | 74 053 $  |
| 2     | Champions Summer 2014   | 18 июня — 16 августа            | 39 093 $  |
| 3—4   | World Championship 2014 | 18 сентября — 19 ноября         | 150 000 $ |

## StarCraft II
18 октября 2016 года состав по StarCraft II был распущен.

### Бывший состав
|                       | Ник             | Полное имя   | Раса        | Присоединился   |
| --------------------- | --------------- | ------------ | ----------- | --------------- |
| Флаг Республики Корея | Armani          | Пак Чжин Хек | Зерг        | —               |
| Флаг Республики Корея | BrAvO (капитан) | Но Чжун Кю   | Терран      | 13 ноября 2014  |
| Флаг Республики Корея | Dear            | Пэк Дон Чжун | Протосс     | 31 июля 2014    |
| Флаг Республики Корея | eMotion         | Ли Чжэ Хен   | Протосс     | —               |
| Флаг Республики Корея | Guilty          | Ли У Чжэ     | Терран      | 27 марта 2013   |
| Флаг Республики Корея | Hurricane       | Нам Ки Вун   | Протосс     | 20 февраля 2014 |
| Флаг Республики Корея | Journey         | Со Тхэ Хи    | Терран      | 16 декабря 2014 |
| Флаг Республики Корея | Reality         | Ким Ки Хен   | Терран      | 27 февраля 2015 |
| Флаг Республики Корея | Solar           | Кан Мин Су   | Зерг        | 12 апреля 2012  |
| Флаг Республики Корея | Stork           | Сон Бен Гу   | Протосс     | —               |
| Главный тренер        |                 |              |             |                 |
| Флаг Республики Корея | Stork           | Сонг Бен Гу  | Сонг Бен Гу | Сонг Бен Гу     |
| Тренер                |                 |              |             |                 |
| Флаг Республики Корея | FrOzen          | Ким Дон Кун  | Ким Дон Кун | Ким Дон Кун     |